# Nazionale di ginnastica artistica femminile della Svezia
La nazionale di ginnastica artistica femminile della Svezia è la squadra che rappresenta la Svezia nei concorsi internazionali di ginnastica artistica femminile; è composta dalle migliori 10 ginnaste della nazione, generalmente in base ai risultati ottenuti nelle Mälar Cup e Coppa di Svezia.

## Criteri di selezione
Le ginnaste si qualificano per l'accesso alla squadra nazionale in base ai risultati ottenuti nella Mälar Cup e nella Coppa di Svezia; inoltre, possono anche qualificarsi per la nazionale in base ai risultati nel campionato svedese e in gare organizzate dalla Federazione di ginnastica, la Gymnastikförbundet.
Una ginnasta può anche far parte della squadra nazionale se è così forte su un determinato attrezzo da essere scelta per rappresentare la Svezia in una gara imminente: per essere selezionata per una determinata specialità, la ginnasta viene fornita di una wild card.
Le ginnaste selezionate nella Mälar Cup e nella Coppa di Svezia fanno parte della squadra nazionale fino all'edizione successiva della Coppa di Svezia, che si tiene ad ottobre/novembre; anche le ginnaste selezionate in base al campionato svedese dell'anno in corso sono sottoposte alla selezione della Coppa di Svezia.
Non esiste un numero minimo di ginnaste per la squadra, ma 10 è il numero massimo.
Le ginnaste membri della nazionale vengono convocate a tutti i ritiri nazionali; in occasione di competizioni come gli europei o i mondiali, viene fatta una speciale selezione per formare la squadra partecipante: il gruppo di selezione è costituito dal Segretario generale della Federazione di ginnastica, dal direttore sportivo e dall'allenatore capo.

## Rosa 2014
Squadra senior
| Ginnasta        | Luogo e data di nascita       | Società                  |
| --------------- | ----------------------------- | ------------------------ |
| Ida Gustafsson  | Eskilstuna, 28 settembre 1994 | Eskilstuna               |
| Jonna Adlerteg  | Västerås, 6 giugno 1995       | Eskilstuna               |
| Nicole Wanström | Stoccolma, 10 luglio 1996     | Stockholm Top Gymnastics |
| Julia Rumbutis  | Stoccolma, 9 luglio 1997      | Stockholm Top Gymnastics |
| Lovisa Estberg  | Eskilstuna, 13 agosto 1997    | Eskilstuna               |
| Ece Ayan        | Leksand, 20 febbraio 1998     | Leksands                 |
| Kim Singmuang   | 7 aprile 1998                 | Eskilstuna               |
| Emma Larsson    | Eskilstuna, 15 novembre 1998  | Eskilstuna               |
| Saga Svantesson | Stoccolma,                    | Stockholm Top Gymnastics |
| Melina Herrey   |                               | Hammarbygymnasterna      |

Nazionale juniores
| Ginnasta               | Luogo e data di nascita   | Società                  |
| ---------------------- | ------------------------- | ------------------------ |
| Sofia Malmgren         | Stoccolma, 9 giugno 1999  | Hammarbygymnasterna      |
| Ellen Haavisto         | Eskilstuna, 2 aprile 2000 | Eskilstuna               |
| Emmy Haavisto          | Eskilstuna, 2 aprile 2000 | Eskilstuna               |
| Sofie Emilsson         |                           | Uppsalaflickorna         |
| Alva Eriksson          |                           | Hammarbygymnasterna      |
| Linda Holmgren Faghihi |                           | Uppsalaflickorna         |
| Sigrid Risberg         |                           | Uppsalaflickorna         |
| Elin Sandberg          |                           | Hammarbygymnasterna      |
| Vilma Sten             |                           | Stockholm Top Gymnastics |
| Saga Tran              |                           | Hammarbygymnasterna      |
| Agnes Åkerman          |                           | Hammarbygymnasterna      |

## Storia

### Giochi olimpici
La Svezia ha partecipato 10 volte alle competizioni olimpiche di ginnastica artistica femminile (Helsinki 1952, Melbourne 1956, Roma 1960, Tokyo 1964, Città del Messico 1968, Monaco di Baviera 1972, Mosca 1980, Los Angeles 1984, Atene 2004, Londra 2012), di cui 5 volte al concorso a squadre: (1948, 1952, 1956, 1960, 1964).
Ha conquistato tre medaglie olimpiche: una nel 1952 e due nel 1956, andando a medaglia in entrambe le edizioni della prova con i piccoli attrezzi.
- Oro: Squadra (Karin Lindberg, Gun Röring, Evy Berggren, Göta Pettersson, Ann-Sofi Pettersson, Ingrid Sandahl, Hjördis Nordin, Vanja Blomberg) - Ginnastica ad attrezzi - Helsinki 1952[5]
- Argento: Squadra (Ann-Sofi Pettersson, Eva Rönström, Doris Hedberg, Karin Lindberg, Evy Berggren, Maude Karlén) - Ginnastica ad attrezzi - Melbourne 1956[6]
- Bronzo: Ann-Sofi Pettersson - Volteggio - Melbourne 1956

### Europei
A livello europeo ha vinto 7 medaglie: 2 ori, 3 argenti e 2 bronzi, di cui le prime sei conquistate da Ewa Rydell e Solveig Egman nell'edizione del 1963, e la settima dopo 50 anni, grazie a Jonna Adlerteg.
- Oro: Solveig Egman - Volteggio - Parigi 1963
- Oro: Ewa Rydell - Trave - Parigi 1963
- Argento: Solveig Egman - Individuale - Parigi 1963
- Argento: Solveig Egman - Corpo libero - Parigi 1963
- Argento: Jonna Adlerteg - Individuale - Mosca 2013
- Bronzo: Ewa Rydell - Individuale - Parigi 1963
- Bronzo: Solveig Egman - Parallele asimmetriche - Parigi 1963